# Linoglossa
Linoglossa is een monotypisch geslacht van kevers uit de familie van de kortschildkevers (Staphylinidae).

## Soort
- Linoglossa murphyi Sawada, 1991